# حرة (الجوبة)

تعديل مصدري - تعديل

حرة هي إحدى قرى عزلة نجا بمديرية الجوبة التابعة لمحافظة مأرب، بلغ تعداد سكانها 81 نسمة حسب تعداد اليمن لعام 2004.